# 韦普地区埃讷蒂耶尔
韦普地区埃讷蒂耶尔（法語：Ennetières-en-Weppes，法語發音：[ɛntjɛʁ ɑ̃ wɛp]），或纯音译作埃讷蒂耶尔昂韦普，是法国上法蘭西大區北部省的一个市镇，属于里尔区和里尔欧洲都会区。

## 地理
韦普地区埃讷蒂耶尔（50°38'4"N, 2°56'29"E）面积10.44 平方千米，位于法国上法蘭西大區北部省，该省份为法国最北部的省份及最长的省份，西北濒北海，西接加来海峡省，南至埃纳省和索姆省，东与比利时接壤。
与韦普地区埃讷蒂耶尔接壤的市镇（或旧市镇、城区）包括：普雷梅克、布瓦格勒尼耶、卡潘盖姆、拉沙佩勒-达尔芒蒂耶尔、昂格洛、埃科贝克、里尔、韦普地区拉丹盖姆。
韦普地区埃讷蒂耶尔的时区为UTC+01:00、UTC+02:00（夏令时）。

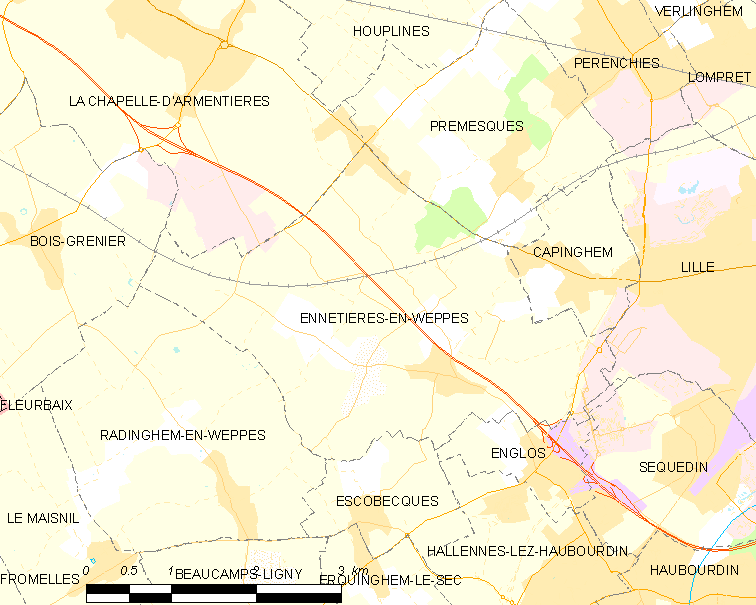
韦普地区埃讷蒂耶尔的OSM定位图

## 行政
韦普地区埃讷蒂耶尔的邮政编码为59320，INSEE市镇编码为59196。

## 政治
韦普地区埃讷蒂耶尔所属的省级选区为里尔第六县。

## 人口

1962-2008年间韦普地区埃讷蒂耶尔人口变化图示

韦普地区埃讷蒂耶尔于2022年1月1日时的人口数量为1288人。